# Добой (регіон)
Добой (серб. Регија Добој) — один із 6-ти регіонів в Республіці Сербській, що входить до складу Боснії і Герцеговини.

## Географія
Регіон Добой розташований на північному сході країни. Адміністративним центром регіону є місто Добой.
Регіон складається з 8 громад (серб. општина):
- Добой —  м. Добой (серб. Добој)
- Теслич —  м. Теслич (серб. Теслић)
- Дервента — м. Дервента
- Петрово — м. Петрово
- Брод — м. Брод
- Модрича — м. Модрича
- Вукосавлє — м. Вукосавлє (серб. Вукосавље)
- Шамац — м. Шамац

Окружному суду в м. Добой підпорядковані 2 територіально наближені громади сусіднього регіону Бієліна: 
- Доні-Жабар — Доні-Жабар (серб. Доњи Жабар),
- Пелагичево — Пелагичево (серб. Пелагићево).

У рамках Добойсько-Бієлінського регіону (серб. Добојско-бијељинска регија) до нього (окрім 8-ми громад регіону Добой) відносять 2 наближені (Доні-Жабар і Пелагичево) та 3 віддалені громади регіону Бієліна (Бієліна, Углевик, Лопаре) і нейтральний округ Брчко.